# 20377 Jakubisin
20377 Jakubisin è un asteroide della fascia principale. Scoperto nel 1998, presenta un'orbita caratterizzata da un semiasse maggiore pari a 2,3341606 UA e da un'eccentricità di 0,1361315, inclinata di 1,40651° rispetto all'eclittica.